# Ильин, Евгений Александрович
Евгений Александрович Ильин (род. 17 августа 1937, Кузнецк, Пензенская область, РСФСР) — доктор медицинских наук, профессор, главный научный сотрудник Института медико-биологических проблем РАН, действительный член Международной Академии астронавтики, заместитель председателя Секции «Космическая биология и физиология» Совета РАН по космосу, заместитель Главного редактора журнала «Авиакосмическая и экологическая медицина».

## Биография
Родился 17 августа 1937 года в городе Кузнецк Пензенской области в семье инженера-экономиста Ильина Александра Петровича, который погиб в Великую Отечественную войну и секретаря-референта Всесоюзного общества «Знание» Ильиной Софьи Васильевны.
Учился в средней школе № 193 в Москве. Окончив школу в 1955 году, поступил в Военно-медицинскую академию имени С. М. Кирова в Ленинграде на факультет подготовки авиационных врачей. В 1961 году с отличием окончил институт и получил диплом «врача».
По окончании институт с июня 1961 года работал младшим научным сотрудником в «Центральном научно-исследовательском институте Военно-воздушных сил». С января 1964 года работал в Институте медико-биологических проблем (ИМБП). Занимался исследованиями на животных с целью изучения головного мозга при различных видах кислородной недостаточности.
С 1965 года готовился к полёту на космическом корабле «Восход» в качестве врача-экспериментатора, который должен был состоятся в 1967 году. Он успешно прошёл медицинское обследование в Центральном научно-исследовательском авиационном госпитале и получил допуск к дальнейшей подготовке, но из-за прекращения программы «Восход», подготовка врачей в Институте медико-биологических проблем была прекращена.
Принимал участие в подготовке биологических экспериментов на объектах «Космос-110», Космос-368, «Зонд-9», «Салют-1», «Союз-12», «Союз-13» и т. д.
С 1967 по 1969 год принимал участие в антарктической экспедиции в качестве врача-физиолога, с целью изучения головного мозга людей, которые находились в экстремальных условиях.
С 1970 года руководит программой медико-биологических исследований на животных в полетах серии советских и российских космических аппаратов «Бион».
С 1970 по 1988 год занимал должность редактора раздела «Авиационная и космическая медицина» Большой медицинской энциклопедии. В апреле 1988 года был назначен заместителем директора ИМБП по научной работе. С 1978 по 1980 год являлся сопредседателем Комитета биоастронавтики Международной астронавтической федерации. Заместитель председателя секции «Космическая биология и физиология» Совета РАН по космосу.

## Научные работы
Является автором и соавтором более 120 научных публикаций:
- Биологические исследования на биоспутниках «Космос». Коллективная монография. Редактор М. «Наука», 1979, 236 с.
- Адаптация к невесомости и ее физиологические механизмы (совместно с Газенко О. Г. и др.). Известия Академии наук СССР, сер. биол., 1980, № 1, с.5-18.
- Эксперименты с животными на биоспутниках серии «Космос» (итоги и перспективы) (совместно с Газенко О. Г. и др.). Космическая биология и авиакосмическая медицина. 1981, № 2, с. 60-65.
- Биологические исследования в космических полетах. Исследования на млекопитающих. В кн.: Космическая биология и медицина. 1987, М., «Наука», с. 286—299.
- Основные результаты биологических исследований в космосе (совместно с К. Сюзой). В сб. «Космическая биология и медицина». Совместное российско-американское издание в пяти томах, 1997, том III, книга I, с. 58-108.
- Сравнительный анализ изменений, развивающихся у крыс в невесомости и при вывешивании в антиортостатическом положении (соавт А. С. Капланский). Ж. «Авиакосмическая и экологическая медицина», 1998, 6, стр. 43-50.
- Historical Overview of the Bion Project. The Journal of Gravitational Physiology, 2000, vol.7(l), p. l-8.
- Mission Overview for Primate Experiments on Bion 11 (coauthors V.I.Korolkov, M.G.Skidmore). The Journal of Gravitational Physiology, 2000, vol.7(l), p. 9-17
- The researches of combined effects of microgravity and space radiation. Journal of Gravitational Physiology, 2000, v.7, N2, p. 59-60
- The effect of hypergravity on carcinogenesis in mice (coauthor Volegov A.I.). The Journal of Gravitational Physiology, 2002, v.9, N1, p. 297—298.
- Программа «Бион» и медицинское обеспечение пилотируемых космических полетов. Ж. «Медицина экстремальных ситуаций», 2002, № 3 (14), с.31-37.
- Проблемы экзобиологии: возникновение жизни на Земле (соавт. Таирбеков М. Г., Климовицкий В. Я.). Авиакосм. и эколог. мед., 2003, т.37, № 6, с.3-15.
- Организм и окружающая среда: адаптация к экстремальным условиям. Вестник Российской академии наук, 2004, т.74, № 9, с.847-849.
- International collaboration on Russian spacecraft and the case for free flyer Biosatellites (coauthors: R.Grindeland, D.C.Holley). In book: Experimentation with animal models in space, 2005, Elsevier, p. 41-80.
- Проблема стресса в космической медицине. Четвертые симоновские чтения. М., 2006, с.28-34.

## Награды
- Орден Трудового Красного Знамени (22.12.1977);
- Кавалер ордена «Знамя Труда» I степени (ГДР, 1 мая 1988).
- Памятная медаль «50 лет космонавтике» (КПРФ, 2013)[3]

## Воинские звания
- 20 июля 1961 — лейтенант медицинской службы;
- 11 августа 1962 — старший лейтенант медицинской службы;
- 5 ноября 1965 — капитан медицинской службы;
- 31 декабря 1969 — майор медицинской службы;
- 8 февраля 1974 — подполковник медицинской службы;
- 26 марта 1979 — полковник медицинской службы;
- 6 апреля 1990 — уволен в запас по возрасту.